# Śaktipat
Śaktipat (sanskr. शक्तिपात, trl. śaktipāta, ang. Shaktipat, zstąpienie łaski) - akt przekazu łaski (anugraha) lub błogosławieństwa, charakterystyczny dla niektórych tradycji hinduistycznych. Może być elementem składowym formalnej inicjacji (diksza, jako śaktipatadiksza) lub nastąpić bez kontaktu fizycznego lub nawet wzrokowego. Zawiera w sobie znaczenie transmisji jakości duchowych od świętego lub guru do wyznawcy czy adepta. Celem jest działanie łaski, rozbudzające duchowe poziomy odbiorcy, w tym wewnętrzną energię kundalini.
Śaktipat może przejawić się na dwadzieścia siedem sposobów (intensywności), z uwagi na aktualne możliwości u odbiorcy.